# Deformación del ala

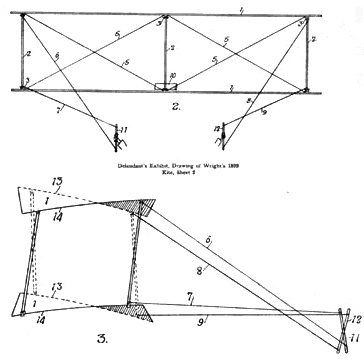
Diagrama de la cometa Cometa de los hermanos Wright de 1899, que muestra los refuerzos del ala y las cuerdas sujetas a palos manuales utilizados para alabear el ala durante el vuelo.

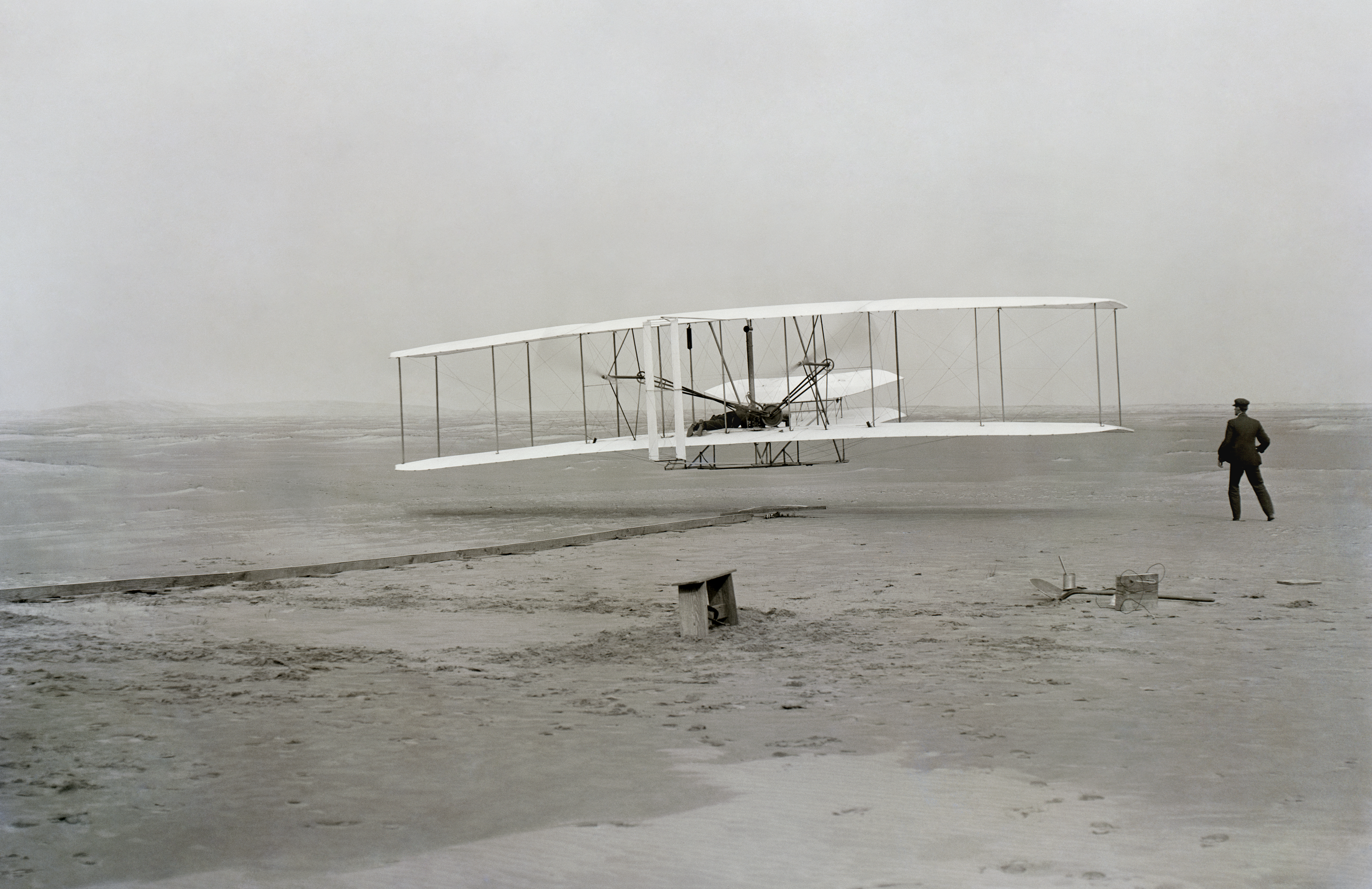
El primer avión propulsado de los hermanos Wright, que utilizaba alas alabeadas.

El "alabeo" fue uno de los primeros sistemas de control lateral (balanceo) de los aviones de ala fija. La técnica, utilizada y patentada por los hermanos Wright, consistía en un sistema de poleas y cables para torcer los bordes de salida de las alas en direcciones opuestas. En muchos aspectos, este enfoque es similar al utilizado para ajustar el rendimiento de un avión de papel rizando el papel en la parte posterior de sus alas.

## Descripción
En 1900, Wilbur Wright escribió: "...mis observaciones del vuelo de las aves me convencen de que éstas utilizan métodos más positivos y enérgicos para recuperar el equilibrio que el de desplazar el centro de gravedad... recuperan su equilibrio lateral... mediante una torsión de las puntas de las alas. Si el borde posterior de la punta del ala derecha se tuerce hacia arriba y el de la izquierda hacia abajo, el pájaro se convierte en un molino de viento animado e instantáneamente comienza a girar, siendo el eje una línea que va desde la cabeza hasta la cola."  Después de que Wilbur demostrara el método, Orville observó: "De esto se desprendía que las alas de una máquina del tipo Chanute de dos pisos, con el armazón delantero y trasero eliminado, podrían alabearse de la misma manera, de modo que al volar las alas de los lados derecho e izquierdo podrían alabearse para presentar sus superficies al aire en diferentes ángulos de incidencia y así asegurar elevaciones desiguales en los dos lados. "
Las aves utilizan visiblemente la deformación de las alas para lograr el control. Esta fue una influencia significativa en los primeros diseñadores de aviones. Los hermanos Wright fueron los primeros en utilizar las alas alabeadas. Su primer avión imitaba los patrones de vuelo y la forma de las alas de las aves.
En la práctica, como la mayoría de los diseños de alabeo implicaban la flexión de los elementos estructurales, eran difíciles de controlar y podían causar fallos estructurales. Ya en 1911, los alerones empezaron a sustituir al alabeo como el medio más común para lograr el control lateral, especialmente en los diseños de biplanos. Las alas de los monoplanos de la época eran mucho más flexibles y se prestaban más al alabeo, pero incluso en los diseños de monoplanos, los alerones se convirtieron en la norma a partir de 1915.
El control lateral (alabeo) en los primeros aviones era, en el mejor de los casos, problemático. Un ala demasiado flexible y que se retuerza involuntariamente puede provocar un balanceo involuntario, pero lo que es peor, puede convertir los intentos de corrección, ya sea mediante el alabeo del ala o los alerones, en un efecto contrario de "servo tab". Una vez que se comprendió este fenómeno, las estructuras alares se hicieron progresivamente más rígidas, impidiendo por completo el alabeo, y los aviones se hicieron mucho más controlables en el plano lateral.
La tecnología actual ha permitido a los científicos revisar el concepto de alabeo (también conocido como morphing wings).

## Aplicaciones
El alabeo de las alas era una característica común de las primeras aeronaves, entre ellas:
- El Albatros (1868)
- El Wright Flyer (1903)
- El Santos-Dumont Demoiselle (1907), el primero construido en casa.
- El Antoinette V (1908), una variante del Antoinette IV con alas alargadas.
- El Blériot XI (1909), que realizó el primer vuelo sobre una gran masa de agua, el Canal de la Mancha.
- El Etrich Taube (1910) utilizó originalmente un estabilizador horizontal alabeado por cable para dar también funcionalidad de timón de profundidad.
- El Nieuport IV (1911) monoplano de carreras y deportivo utilizado para el primer bucle.
- Los Bristol Coanda Monoplanes (1912), cuyos fallos estructurales (junto con los de un Deperdussin monoplane) llevaron a la prohibición de los monoplanos con el Royal Flying Corps.
- Las primeras versiones del Royal Aircraft Factory B.E.2 (1912) utilizaban alabeo en las alas, mientras que la variante "C" y posteriores utilizaban alerones.
- El Morane-Saulnier L (1913), el primer avión de combate y el primero en derribar otro avión.
- El Morane-Saulnier N (1914), un scout francés de la Primera Guerra Mundial derivado de los anteriores G y H.
- El Caudron G.4 (1915), un biplano francés con dos motores.
- El Fokker Eindecker (1915), primer avión de combate alemán.
- El Fokker D.III (1916), uno de los últimos cazas operativos con alabeo de alas.
- El Christmas Bullet (1919), cuya deformación de las alas y sus largueros de acero no arriostrados contribuyeron a su notoriedad.

## Revaluación moderna
Varios de los aviones de reproducción construidos para la película Those Magnificent Men in their Flying Machines -Aquellos chalados en sus locos cacharros en España- utilizaron los sistemas de control de alabeo de los aviones originales, con resultados dispares. El alabeo del Avro Triplane tuvo un éxito sorprendente, mientras que en la reproducción del Antoinette, con su ala muy flexible, el alabeo ofrecía poco control lateral efectivo. Dado que los alerones originales de estilo Antoinette probablemente habrían sido aún menos eficaces, se insertaron alerones "modernos" discretos; incluso con ellos, el control lateral seguía siendo muy deficiente.
La transformación de las alas es una extensión moderna del alabeo en la que la forma aerodinámica del ala se modifica bajo control informático. La investigación en este campo la lleva a cabo principalmente la NASA, como por ejemplo con el Mission Adaptive Wing (MAW) ensayado desde 1985 en el General Dynamics-Boeing AFTI/F-111A Aardvark.
Muchas grandes empresas y científicos trabajan en el desarrollo de alas morphing. La NASA está trabajando para desarrollar un ala morphing hecha de células que se retorcerán para imitar a las aves. Las células que utiliza la NASA para construir el ala son pequeños módulos negros de fibra de carbono. Las alas podrán algún día formar aviones civiles que vuelen en cualquier condición. Actualmente, la NASA se centra en los aviones no tripulados.
El atractivo de las alas que cambian de forma reside en la naturaleza suave y sin huecos de las geometrías resultantes. A diferencia de las alas convencionales, que se basan en piezas móviles discretas como alerones, flaps, slats... para conseguir variaciones de su forma -y, por tanto, de sus propiedades aerodinámicas-, las alas morphing consiguen estas variaciones geométricas con deformaciones continuas de su superficie exterior. La ausencia de cambios discretos de curvatura y de huecos tiene el potencial de reducir la Resistencia aerodinámica asociada al ala, aumentando así su eficiencia aerodinámica. Esta característica hace que las alas adaptables sean idóneas para funcionar en distintas condiciones operativas, ya que pueden adaptar su forma de forma óptima y minimizar así la resistencia resultante.